# 安田理深
安田 理深（やすだ りじん、1900年〈明治33年〉9月1日 - 1982年〈昭和57年〉2月19日）は、日本の仏教学者。真宗大谷派の僧籍を持つ。

## 人物
- 青年時代には東洋哲学やキリスト教などを学んだが、金子大栄の著作に触れて親鸞思想に目覚め、大谷大学へ入学。晩年は私塾相応学舎を主宰し、浄土教教理学のほか、唯識などの講義を行った。その学識から幾度も大学教授などの誘いがあったが、生涯無位無官を貫いた。
- 1973年（昭和48年）、自宅が火災に見舞われ全焼。蔵書のすべてを失うが、「「焼かれた」のでもない。「焼いた」のでもない。ただ「焼けた」と。そうすると事実を事実のまま受けていけるのではないか。自も他も損なわんで済む。こんなことを今度の火事で学びました。」と語った。

## 略歴
- 1900年（明治33年） - 兵庫県美方郡温泉町（現：新温泉町）に生まれる。
- 1924年（大正13年） - 大谷大学専科入学
- 1931年（昭和6年） - 曽我量深らと共に「興法学園」を設立、園長に就任。雑誌「興法」を刊行。
- 1933年（昭和8年） - 「興法学園」を解散し「乳水園」設立。
- 1935年（昭和10年） - 京都市北区に私塾「学仏道場相応学舎」を開設。
- 1967年（昭和42年） - 肺結核を患い入院。
- 1982年（昭和57年） - 死去、満81歳没。

## 主な著書
- 『本願の名號』（為法館、1956年）
- 『救済の智慧と自覚の智慧』（大谷出版社、1961年）
- 『信仰についての問と答』1 - 4集（文明堂、1962年）
- 『縁起と性起』（永田文昌堂、1963年）
- 『本願の歴史』（文明堂、1963年）
- 『言の教学』（文明堂、1966年）
- 『願生浄土』（永田文昌堂、1967年）
- 『人間像と人間学』（永田文昌堂、1969年）
- 『自然の浄土』（文明堂、1970年）
- 『夢と思索』（文明堂、1971年）
- 『他力の信心』（文明堂、1974年）
- 『信仰的実存』（文明堂、1975年）
- 『言にたまわる信』（文明堂、1976年）
- 『大乗の魂』（大地の会、1977年）
- 『不安に立つ 親鸞・日蓮の世界と現代』（東京新聞出版局、1980年）
- 『法に依りて人に依らざれ』（文栄堂書店、1982年）
- 『自己に背くもの』（文明堂、1983年）

### 論集・伝記
- 『安田理深講義集』（全6巻）相應学舎編、彌生書房、1998年→大法輪閣、2010年
- 本多弘之『親鸞教学　曽我量深から安田理深へ』法藏館、増補版2015年
- 本多弘之『師・安田理深論』大法輪閣、2019年

### 論文
- CiNii>安田理深
- INBUDS>安田理深